# Naila Gilazowa
Naila Fajzrachmanowna Gilazowa (ros. Наиля Файзрахмановна Гилязова, ur. 2 stycznia 1953 w Kazaniu) – radziecka florecistka, dwukrotna medalistka olimpijska i wielokrotna medalistka mistrzostw świata.
Na igrzyskach olimpijskich w Montrealu w 1976 roku reprezentacja ZSRR w składzie: Jelena Biełowa, Walentina Sidorowa, Olga Kniaziewa, Naila Gilazowa i Walentina Nikonowa zdobyła drużynowo złoty medal. W rywalizacji indywidualnej nie startowała. Na rozgrywanych cztery lata później igrzyskach olimpijskich w Moskwie wspólnie z Walentiną Sidorową, Jeleną Biełową, Iriną Uszakową i Łarisą Cagarajewą zdobyła drużynowo srebrny medal. W turnieju indywidualnym była dziewiąta.
Podczas mistrzostw świata w Grenoble w 1974 roku wspólnie z Olgą Kniaziewą, Walentiną Sidorową, Jeleną Biełową i Walentiną Nikonową wywalczyła złoty medal w turnieju drużynowym. W turnieju indywidualnym zajęła tam trzecie miejsce, plasując się za dwoma Węgierkami: Ildikó Bóbis i Ildikó Schwarczenberger. W zawodach drużynowych zdobywała także złote medale na mistrzostwach świata w Budapeszcie (1975), mistrzostwach świata w Buenos Aires (1977), mistrzostwach świata w Hamburgu (1978), mistrzostwach świata w Melbourne (1979) i mistrzostwach świata w Clermont-Ferrand (1981). Ponadto zdobyła także złoty medal indywidualnie na mistrzostwach świata w Rzymie w 1982 roku.
Odznaczona medalem „Za pracowniczą dzielność” i Orderem Czerwonego Sztandaru Pracy. W latach 1979 i 1983 zdobywała indywidualne mistrzostwo ZSRR.